# Erik Tuxen
Erik Oluf Tuxen (født 4. juli 1902 Mannheim, død 28. august 1957 København), var en dansk dirigent, der blev kendt som leder af eget jazzorkester og dertil var en af vore bedste klassiske dirigenter. Han var uddannet i København hos bl.a. Victor Schiøler, i Wien og Berlin hos Ernst Toch. Han var engageret ved operaen i Lübeck i 1927-29, Det Kgl. Teater i 1930-32 og på Nørrebros Teater i 1932-33. I 1932 tog han initiativet til dannelsen af et stort danseorkester med en række af tidens førende jazzmusikere, som f.eks. Leo Mathisen, Winstrup Olesen, Peter Rasmussen, Kai Ewans og Erik "Spjæt" Kragh. De spillede ved Nørrebros Teater, på friluftsteatret i Dyrehaven og siden 1933-36 på restaurant Arena i København. Orkestret var anerkendt som et af Europas bedste og markerede sig frem til 1936 med en række grammofonindspilninger i film og revy. Fra 1936 var Erik Tuxen engageret i Danmarks Radio, hvor han ved talrige koncerter stod i spidsen for Radiosymfoniorkestret, heriblandt på de store turneer til Edinburgh (1950) og USA (1952). Hans opførelse af Carl Nielsens 5. symfoni i Edinburgh betegner en milepæl for dansk musik og for udbredelsen af Carl Nielsens musik.
Han havde i mange år et nært samarbejde med den danske filmindustri og dirigerede og arrangerede musik til mange film.
Lige til sin død bevarede Erik Tuxen sin interesse for jazz og medvirkede i flere udsendelser i Radioens Jazzklub.

## Diskografi (udvalg)
- Erik Tuxen og hans orkester – Golden Years 1932-36, 2 CD (Music Mecca – CD4060-2)
- Carl Nielsen: Symfoni nr 3 og 5 – Radiosymfoniorkestret og Erik Tuxen (Dutton Laboratories – CDK1207)
- The Historic Carl Nielsen Collection vol 1 (Symfoni nr 1 og 5) (Danacord – DACOCD351-53)
- The Historic Carl Nielsen Collection vol 2 (Lille suite og Helios ouverture) ( Danacord – DACOCD354-356)